# Trigonostigma espei
Trigonostigma espei és una espècie de peix cipriniforme de la família dels ciprínids.

## Morfologia
Els mascles poden assolir 2,5 cm de longitud total.

## Distribució geogràfica
Es troba a Tailàndia i Cambodja.